# Pseudoxyrhopus
Pseudoxyrhopus – rodzaj węży z rodziny Pseudoxyrhophiidae.

## Zasięg występowania
Rodzaj obejmuje gatunki występujące na Madagaskarze (włącznie z sąsiednią wyspą Nosy Be).

## Systematyka

### Etymologia
- Homalocephalus: gr. ὁμαλος homalos „równy, gładki”[6]; κεφαλος -kephalos „-głowy”, od κεφαλη  kephalē „głowa”[7]. Gatunek typowy: Homalocephalus heterurus Jan, 1863.
- Pseudoxyrhopus: gr. ψευδος pseudos „fałszywy”[8];  rodzaj Oxyrhopus Wagler, 1830. Nowa nazwa dla Homalocephalus Jan, 1862, ponieważ Günther sądził, że nazwa ta zajęta jest przez Homalocephala Zetterstedt, 1837 (Diptera).

### Podział systematyczny
Do rodzaju należą następujące gatunki:
- Pseudoxyrhopus ambreensis Mocquard, 1894
- Pseudoxyrhopus analabe Nussbaum, Andreone & Raxworthy, 1998
- Pseudoxyrhopus ankafinaensis Raxworthy & Nussbaum, 1994
- Pseudoxyrhopus heterurus (Jan, 1863)
- Pseudoxyrhopus imerinae (Günther, 1890)
- Pseudoxyrhopus kely Raxworthy & Nussbaum, 1994
- Pseudoxyrhopus microps Günther, 1881
- Pseudoxyrhopus oblectator Cadle, 1999
- Pseudoxyrhopus quinquelineatus (Günther, 1881)
- Pseudoxyrhopus sokosoko Raxworthy & Nussbaum, 1994
- Pseudoxyrhopus tritaeniatus Mocquard, 1894